# 千葉市立大森小学校
千葉市立大森小学校（ちばしりつおおもりしょうがっこう）は、千葉県千葉市中央区に所在する市立の公立小学校。

## 児童数
2019年（令和元年）5月1日現在の児童数 は 584人  。
- 1年生 - 82人（3クラス）
- 2年生 - 95人（3クラス）
- 3年生 - 100人（3クラス）
- 4年生 - 106人（4クラス）
- 5年生 - 101人（3クラス）
- 6年生 - 95人（3クラス）
- 特別支援学級 - 5人（2クラス）【内数】

## 教員数
2018年（平成30年）5月1日現在の教員数 は 28人 。

## 沿革
- 昭和26年 - 千葉市立蘇我第二小学校として開校
- 昭和28年 - 特殊学級設置(市内第1号)
- 昭和30年 - 校名を千葉市立大森小学校と変更
- 昭和31年 - 校歌、校章を制定
- 昭和32年 - 創立5周年記念行事挙行
- 昭和36年 - プール完成
- 昭和41年 - 体育館完成
- 昭和45年 - 創立20周年記念式典挙行
- 昭和55年 - 鉄筋校舎完成 創立30周年記念式典挙行
- 平成2年 - 創立40周年記念式典挙行
- 平成3年 - 校庭スプリンクラー設置
- 平成7年 - コンピュータ室完成
- 平成11年 - 新体育館(大森ドーム)完成
- 平成12年 - 創立50周年記念式典举行
- 平成13年 - 校庭改修工事終了
- 平成14年 - プール改修工事完了
- 平成20年 - 特別支援学級教室改修工事完了
- 平成20年 - 学校ボランティア活動開始(学習,図書,環境)

## 教育目標

### 大森小の基本理念
- 一人一人が輝く学校

### 学校教育目標
- 豊かな心を持ち、たくましく生きる人間の育成

### 目指す子ども像
- 自分の夢を大切にし、努力する子
- よく考え、進んで学習する子
- 明るく、思いやりのある子
- 健やかな体をもち、進んで運動する子

### 目指す教師像
- 子どもや保護者・地域から信頼される教師
- 子ども理解に努め、愛情を注ぐ教師
- 子どもとともに活動する教師
- 研鑽に励み、指導力を高める教師

### 目指す学校像
- 楽しい学校
- 創造的な学校
- 環境が整った学校

### 経営の重点

#### 開かれた学校　〜一人一人が輝く学校教育の創造〜
1. 学習指導要領の趣旨を踏まえた教育課程を編成し、「生きる力」を育む。
2. わかる授業を展開し、学ぶ喜びと確かな学力の定着を図る。
3. 特別支援教育を充実させ、一人一人の教育的ニーズに応じたきめ細やかな指導・支援　を展開する。
4. 異学年集団活動（なかよし活動）を充実させ、豊かな人間関係づくりを推進する。
5. 一人一人を理解し、個に応じたきめ細かな指導を展開する。
6. 心の教育を充実させ、豊かな心の育成を図る。
7. 異学年集団活動や特別支援学級と通常学級との交流及び共同学習を充実させ、豊か　な人間関係づくりを推進する。
8. 人的・物的環境を整備し、児童の創意と活動を生かした環境をつくる。
9. 清掃活動を充実させ、学校をきれいにしようとする心情を育てる。
10. 学校・家庭・地域の連携を推進し、地域の教育力の活用を図る。

## 交通
1. 京成電鉄京成千原線｢大森台駅｣下車 徒歩7分
2. JR東日本外房線・内房線・京葉線 ｢蘇我駅｣下車 徒歩15分